# María Clara Zurita
María Clara Zurita (13 de abril de 1948) es una actriz mexicana de cine y televisión conocida por sus participaciones en telenovelas entre las que destacan Dos mujeres, un camino, Gotita de amor, La fuerza del destino entre otras.

## Biografía
Debutó en cine en 1971 en la cinta El sinvergüenza a lado de Mauricio Garcés.
En 1989 participa en la película Música de Viento producción de Roberto Gómez Bolaños. 
Ha realizado destacadas actuaciones en telenovelas como El hogar que yo robé, Dos mujeres, un camino, Gotita de amor donde interpretó a la villana Justa Quiñones.
A lo largo de su trayectoria ha combinado su carrera tanto en cine como en televisión.

## Filmografía

### Televisión
- Corona de lágrimas (2022) …. Guillermina
- El Bienamado (2017) .... Aurora Vda. de Hernández
- Por siempre Joan Sebastian (2016) .... Doctora
- Hasta el fin del mundo (2014) .... Madre Superiora
- Amor bravío (2012) .... Ruth
- Como dice el dicho (2011-2015) .... Lupita / Chepina
- La fuerza del destino (2011) .... Evangelina
- La rosa de Guadalupe (2008-2010) .... Engracia / Regina
- Velo de novia (2003) .... Úrsula
- Clase 406 (2002-2003) .... Sofia de Villasana
- Salomé (2001-2002) .... Morena
- Mujer bonita (2001) .... Dominga
- Carita de ángel (2000) .... Directora del Instituto
- Mujer, casos de la vida real (1998)
- Gotita de amor (1998) .... Justa Quiñones Monsalve
- Te sigo amando (1996-1997) .... Marina
- Dos mujeres, un camino (1993-1994) .... Elena Pérez de García[5]
- Tenías que ser tú (1992-1993) .... Chata
- De frente al Sol (1992) .... Luz María
- Luz y sombra (1989) .... Carmen
- Chespirito (1981)
- El hogar que yo robé (1981) .... Teresa
- Pelusita (1980) .... Pastora
- Érase que se Era (1979)
- Dos a quererse (1977) .... Lina
- La señora joven (1972-1973) .... Soledad Ricarte

### Cine
- Música de Viento (1989) .... Secretaria del Sr. Zepeda[6]
- A fuego lento (1980)
- Los pequeños privilegios (1978) .... Enfermera
- El lugar sin límites (1978)
- El diabólico (1977)
- Mil Caminos Tiene la Muerte (1977) .... Pandillera (amante de Martha)
- Calzonzin inspector (1974)
- Apolinar (1972)
- Los enamorados (1972)
- El sinvergüenza (1971)